# Гелена (супутник)
Гелена (Діона B; Єлена, Електра; лат. Helene, грец. Ἑλένη) — природний супутник Сатурна. Відкритий П'єром Лаком і Жаном Лекашо 1 березня 1980 року. У 1988 році отримав офіційну назву Гелена (Єлена) на честь Єлени Троянської, онуки Кроноса (Сатурна) з грецької міфології.
Гелена рухається по такій самій орбіті як Діона і розташований у точці Лагранжа L4 системи Сатурн—Діона, тому при русі супутник випереджає Діону. Через це Гелену ще називають Діона B.